# Небоговине
Небоговине су насељено мјесто у општини Вишеград, Република Српска, БиХ. Према попису становништва из 1991. у насељу је живјело 22 становника.

## Становништво
Према попису становништва из 1991. године, мјесто је имало 22 становника.
| Демографија (Небоговина) | Демографија (Небоговина) | Демографија (Небоговина) |
| Година                   | Становника               | Становника               |
| ------------------------ | ------------------------ | ------------------------ |
| 1961.                    | 81                       |                          |
| 1971.                    | 50                       |                          |
| 1981.                    | 35                       |                          |
| 1991.                    | 22                       |                          |